# Eupogonius brevifasciata
Eupogonius brevifasciata är en skalbaggsart som beskrevs av Maria Helena M. Galileo och Martins 2009. Eupogonius brevifasciata ingår i släktet Eupogonius och familjen långhorningar.
Artens utbredningsområde är Costa Rica. Inga underarter finns listade i Catalogue of Life.